# تپه سه گرد ۲
تپه سه گرد ۲ مربوط به دوره ایلخانی است و در شهرستان پیرانشهر، بخش لاجان، دهستان لاهیجان غربی، روستای زنگ آباد واقع شده است. این اثر در تاریخ ۳۰ دی ۱۳۸۵ با شمارهٔ ثبت ۱۶۸۲۴ به عنوان یکی از آثار ملی ایران به ثبت رسیده است.